# Parigi-Tours Espoirs 2018
La Parigi-Tours Espoirs 2018, settantaseiesima edizione della corsa, valida come evento dell'UCI Europe Tour 2018 categoria 1.2U, si svolse il 7 ottobre 2018 su un percorso di 182 km con partenza da Bonneval ed arrivo a Tours. Fu vinto dall'olandese Marten Kooistra che terminò la gara in 4h07'13", alla media di 44,17 km/h, battendo il norvegese Erik Resell e a completare il podio l'altro olandese Nils Eekhoff.
Partenza con 149 ciclisti, dei quali 74 completarono la gara.

## Squadre partecipanti
| N.      | Cod. | Squadra                     |
| ------- | ---- | --------------------------- |
| 1-5     |      | Lotto-Soudal U23            |
| 11-15   | SEG  | SEG Racing Academy          |
| 21-25   | AAS  | Ago-Aqua Service            |
| 31-35   | DSU  | Development Team Sunweb     |
| 41-45   |      | Sojasun Espoir-ACNC         |
| 51-55   | NOR  | Selezione norvegese         |
| 61-65   |      | U.C. Nantes Atlantique      |
| 71-75   |      | CR4C Roanne                 |
| 81-85   |      | Chambéry Cyclisme Formation |
| 91-95   |      | Vendée U                    |
| 101-105 |      | C.C. Nogent-sur-Oise        |
| 111-115 |      | A.V.C. Aix-en-Provence      |
| 121-125 |      | EFC-L&R-Vulsteke            |
| 131-135 |      | Probikeshop Saint-Étienne   |
| 141-145 |      | Côtes d'Armor-Marie Morin   |

| N.      | Cod. | Squadra                          |
| ------- | ---- | -------------------------------- |
| 151-155 |      | Centre Val de Loire              |
| 161-165 |      | Pays de Loire                    |
| 171-175 |      | V.C. Pays de Loudéac             |
| 181-185 |      | VC Rouen 76                      |
| 191-195 |      | SCO Dijon-Team Material-velo.com |
| 201-204 |      | Océane Top 16                    |
| 211-215 |      | Dunkerque Littoral Cyclisme      |
| 221-225 |      | Nouvelle-Aquitaine               |
| 231-235 |      | Home Solutions-Anmapa-Soenens    |
| 241-245 |      | Occitanie                        |
| 251-255 |      | Team Pays de Dinan               |
| 261-265 | MET  | Metec-TKH p/b Mantel             |
| 271-275 |      | Sensa-Kanjers voor Kanjers CT    |
| 281-285 |      | Guidon Chalettois                |
| 291-295 |      | Féd. Cycliste Wallonie-Bruxelles |

## Ordine d'arrivo (Top 10)
| Pos. | Corridore          | Squadra     | Tempo    |
| ---- | ------------------ | ----------- | -------- |
| 1    | Marten Kooistra    | SEG Racing  | 4h07'13" |
| 2    | Erik Resell        | Norvegia    | a 55"    |
| 3    | Nils Eekhoff       | Dev. Sunweb | s.t.     |
| 4    | Mathijs Paasschens | Home Sol.   | a 1'06"  |
| 5    | Anthony Jullien    | Chambéry    | s.t.     |
| 6    | Lars Saugstad      | Norvegia    | s.t.     |
| 7    | Dylan Bouwmans     | Metec-TKH   | s.t.     |
| 8    | Simon Guglielmi    | CR4C Roanne | s.t.     |
| 9    | Jérémy Frehen      | Ago-Aqua S. | s.t.     |
| 10   | Lars van den Berg  | Metec-TKH   | s.t.     |